# I'm Seeking Something That Has Already Found Me
I'm Seeking Something That Has Already Found Me is het debuutalbum van de Belgische artiest Ozark Henry, een pseudoniem voor Piet Goddaer.
Het album werd opgenomen in The Ozark Henry Living Room en verder geproduceerd in de Synsound Studio II met Dan Lacksman, die ook met de groep Telex heeft samengewerkt.
Het album werd door critici goed ontvangen en door David Bowie tot 'een van de beste debuutalbums ooit' werd gerekend. Niettemin betekende het vanwege het vrij ontoegankelijke karakter van de plaat, met experimentele, filmische structuren, nog geen doorbraak. De meer mainstream cd's Birthmarks en The Sailor Not The Sea realiseerden dat uiteindelijk in respectievelijk 2001 en 2004.

## Nummers
Alle nummers geschreven door Piet Goddaer. Het nummer Dogs and Dogmen was de eerste single van het album die werd uitgebracht.
1. Rosamund Is Dead
2. Dogs and Dogmen
3. Black
4. Man on Roof
5. Great
6. Hope Is A Dope
7. This Specific Cacophony
8. I Ray
9. Autumn Illustrates This
10. Self-Portrait Squatted
11. I'm Seeking Something That Has Already Found Me
12. In Camera